# Antonio Maceda
Antonio Maceda Francés (* 16. Mai 1957 in Sagunt) ist ein ehemaliger spanischer Fußballspieler.

## Spielerkarriere
Maceda begann seine Karriere 1974 bei Sporting Gijón. Bei den Asturiern blieb er bis 1985, ehe er zu den Königlichen von Real Madrid wechselte. In seiner Zeit in Madrid gewann er dreimal in Folge die spanische Meisterschaft und einmal den spanischen Supercup. International gewann er mit den Hauptstädtern 1986 den UEFA-Pokal. Im 2. Finalspiel in Berlin gegen den 1. FC Köln spielte Maceda durch. Er beendete seine Karriere 1988.
International spielte er 36 Mal für Spanien und erzielte acht Tore. Er nahm an der Weltmeisterschaft 1982 im eigenen Land teil (ausgeschieden in der zweiten Gruppenphase). Des Weiteren nahm er an der Europameisterschaft 1984 in Frankreich teil, wo er mit den Spaniern Vizeeuropameister wurde. Bei der Weltmeisterschaft 1986 in Mexiko schied er mit Spanien im Viertelfinale aus.
Dem deutschen Publikum bekannt wurde er durch sein Flugkopfball-Tor in der 90. Minute im letzten Gruppenspiel im Pariser Prinzenparkstadion bei der Europameisterschaft 1984, was für die deutsche Mannschaft das Ausscheiden bedeutete (ein ähnliches Tor hatte er bereits beim 12:1 gegen Malta in der EM-Qualifikation erzielt). Sein zweites Tor erzielte er im Halbfinale beim 1:1 gegen Dänemark, was seine Torgefährlichkeit als Libero unterstrich.

## Erfolge
- dreimal spanischer Meister (1986, 1987, 1988)
- einmal spanischer Supercupsieger (1988)
- UEFA-Pokal 1986